# 蒙德朗
蒙德朗（法語：Mont-de-Lans，法語發音：[mɔ̃ də lɑ̃]）是法国伊泽尔省的一个旧市镇，属于格勒诺布尔区。2017年，蒙德朗与市镇韦诺斯克合并为新市镇莱德萨尔普。

## 地理
蒙德朗（45°2'9"N, 6°7'44"E）面积31.66 平方千米，位于法国奥弗涅-罗讷-阿尔卑斯大区伊泽尔省，该省份为法国东南部内陆省份，北起顺时针与安省、萨瓦省、上阿尔卑斯省、德龙省、阿尔代什省、卢瓦尔省和罗讷省。
与蒙德朗接壤的市镇（或旧市镇、城区）包括：韦诺斯克、欧里斯、瓦桑堡、勒弗勒内杜瓦桑、米佐安、瓦桑地区圣克里斯托夫。

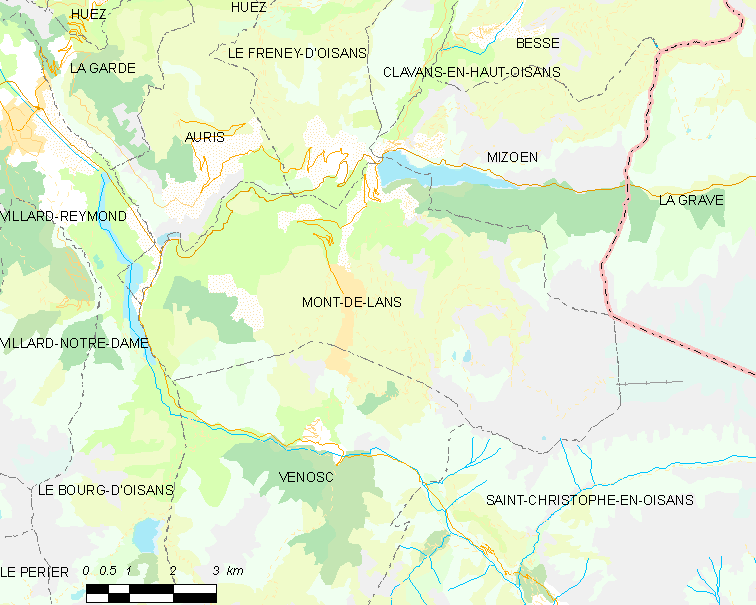
蒙德朗的OSM定位图

蒙德朗的时区为UTC+01:00、UTC+02:00（夏令时）。

## 行政
蒙德朗的邮政编码为38860，INSEE市镇编码为38253。

## 政治
蒙德朗所属的省级选区为瓦桑-罗曼什县。

## 人口

1962-2008年间蒙德朗人口变化图示

蒙德朗于2018年1月1日时的人口数量为1097人。